# Freihaus
Als Freihaus wurden im Mittelalter und in der Frühen Neuzeit Häuser bezeichnet, die zwar innerhalb der Mauern einer Stadt lagen, rechtlich aber nicht dem Stadtrat und der städtischen Gerichtsbarkeit unterworfen waren. Freihäuser werden oft auch als Freihof bezeichnet.

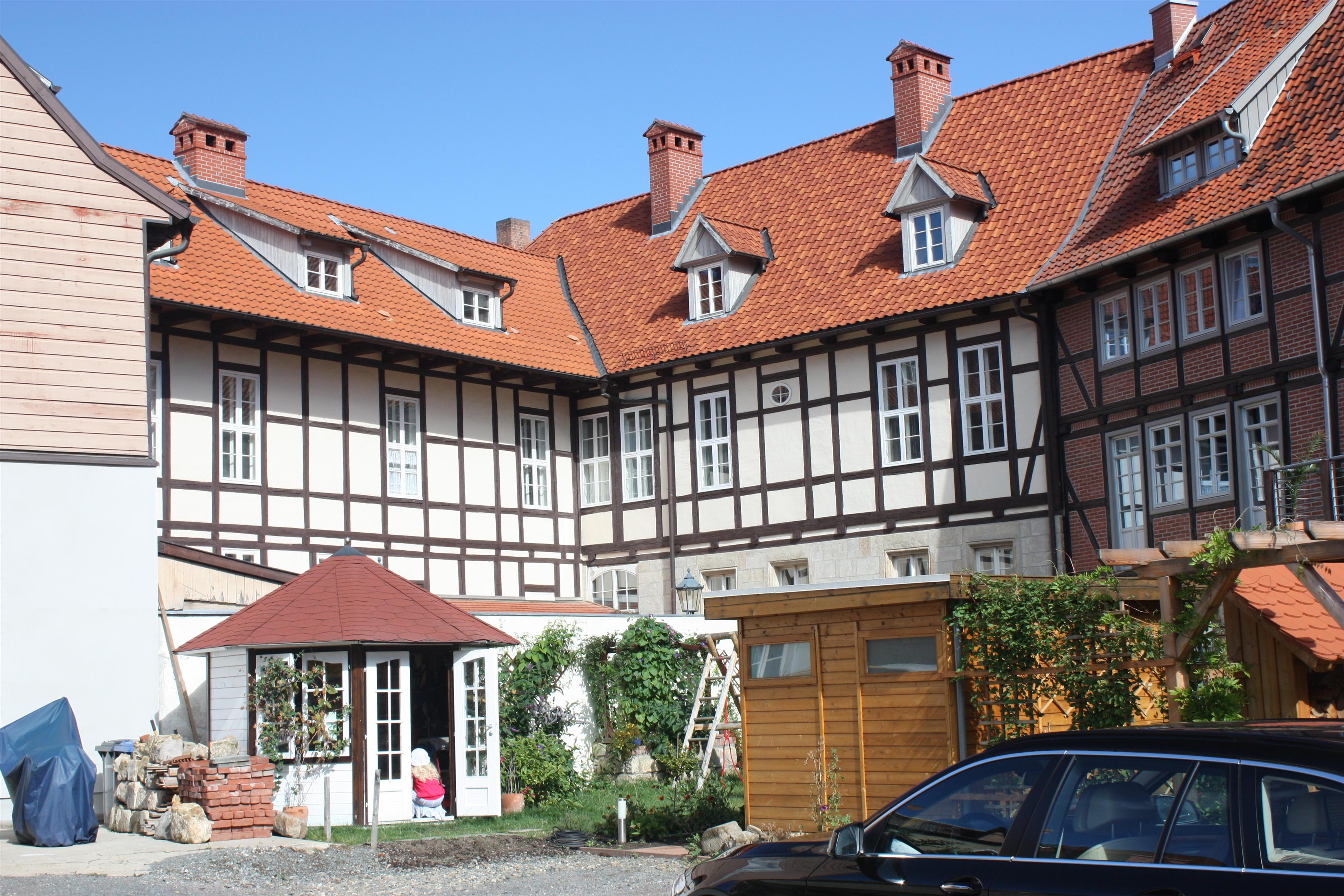
Vitzthum von Eckstedtscher Freihof in Quedlinburg (von 1597)

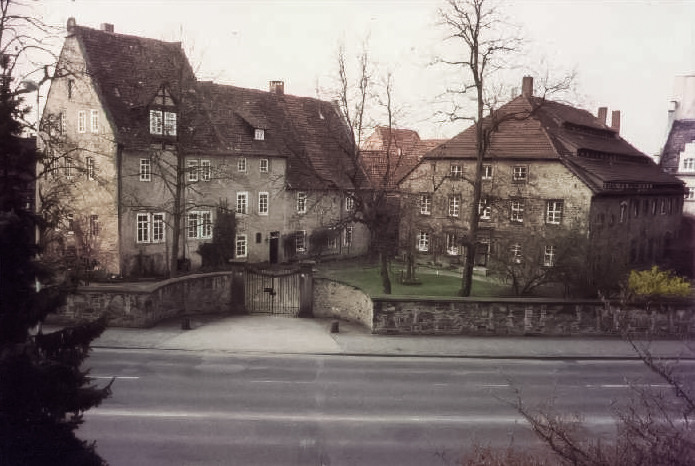
Der Redenhof in Hameln (von 1570)

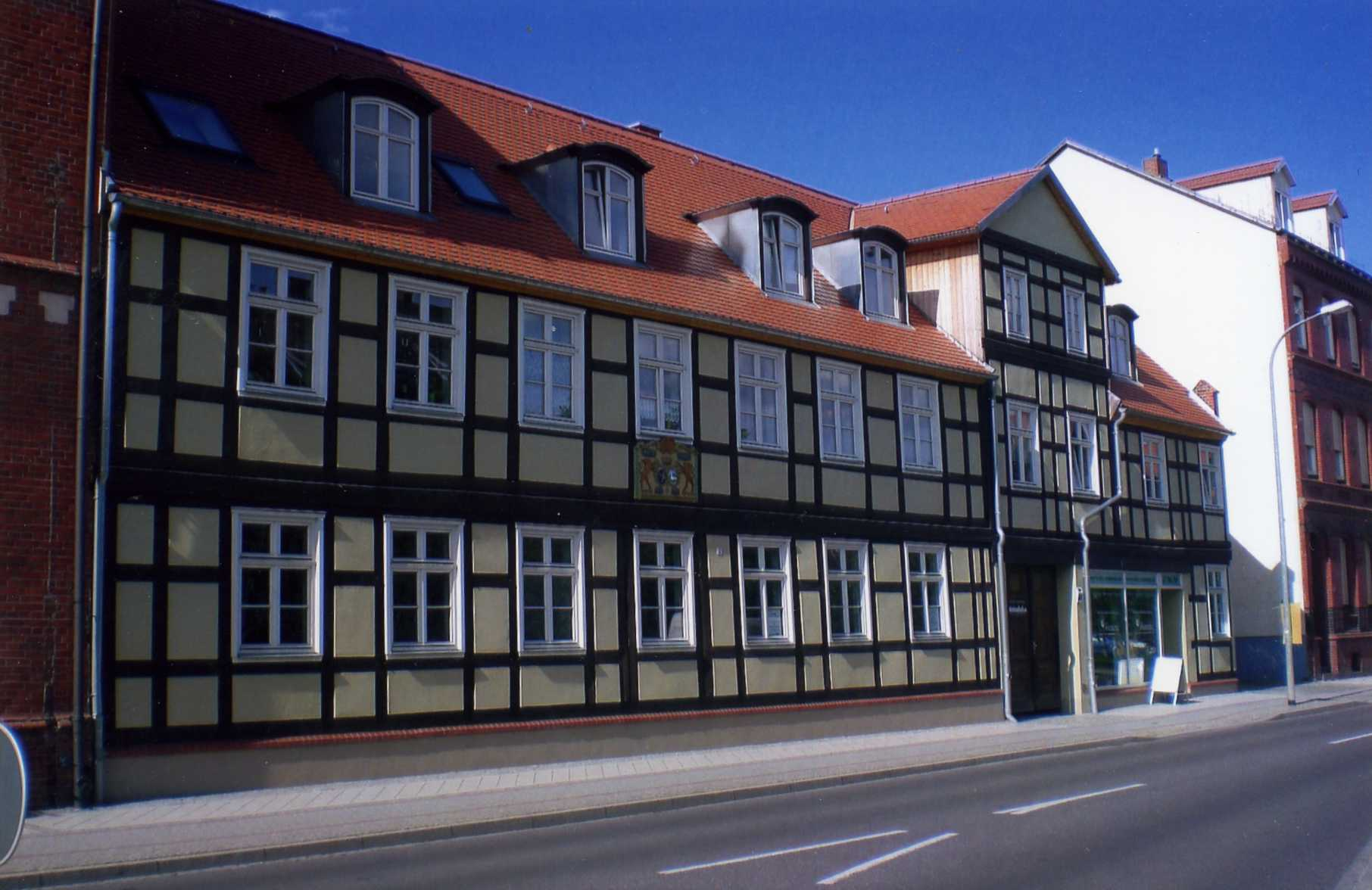
Freihaus des Generals du Moulin in Stendal

Die Besitzer der Freihäuser waren landesunmittelbar, sie hatten (mit ihren Familien, Angestellten und anderen Mitbewohnern) ihren Gerichtsstand vor dem Landgericht und waren von den städtischen Steuern und weiteren Lasten (wie Einquartierung, Wachtpflichten usw.) befreit. Außerdem waren sie berechtigt, auch Handwerker und Künstler zu beschäftigen, die nicht in der Stadt ansässig waren und zu den einheimischen Zünften gehörten. Zwischen den Besitzern der Freihäuser und den Städten, in denen diese lagen, war aber bisweilen strittig, ob in diesen Häusern selbst auch Handwerke betrieben werden durften, und wenn ja, ob diese dem Zunftzwang unterlägen.
Freihäuser wurden häufig als landesherrliche Lehen vergeben, die ausdrücklich von den Stadtrechten ausgenommen waren. Seltener waren sie Allodialbesitz des Eigentümers. Sie gehörten ursprünglich oft zu einem Burglehnbezirk; dort waren im Mittelalter die Burgmannen, die adligen Verteidiger der Veste, angesiedelt. Der Burgmannshof ist damit der Vorgänger des Freihauses, das Stadtpalais (das ebenfalls diese Freiheiten besaß) war bauhistorisch sein Nachfolger in der Barockzeit.
Beim Verkauf eines Freihauses und dem Erwerb (oder Bau) eines neuen musste die steuerliche Privilegierung in einem förmlichen Verfahren auf dieses übertragen werden. Beim Erwerb eines Freihauses durch bürgerliche Stadtbewohner gingen die Freiheiten verloren, wenn sie nicht ausdrücklich vom Landesherrn bestätigt wurden. In manchen Ländern genügte neben der adligen Abstammung der Besitz eines Freihauses, um vollberechtigtes Mitglied der Ständegemeinde werden zu können. Neben dem Adel verfügten häufig auch kirchliche Institutionen über solchen privilegierten städtischen Hausbesitz.
Die gleiche Bedeutung hat der Begriff  Freisitz. Dieser Begriff wurde erstmals in einem Kaufbrief („freie Häuser“) von 1507 und einer kaiserlichen Resolution vom 24. Mai 1518 an die Stände ob der Enns gebraucht.